# 황도창
황도창(黃道昌, ?년 - 1670년)은 조선 중기의 무신으로 수사(水使) 등을 지냈다.

## 생애
조선중기의 무신으로 본관은 창원, 휘는 도창(道昌)이다. 1647년(인조 25) 10월 22일 도총도사(都摠都事)에 제수되고, 1648년(인조 26) 경상좌우후(慶尙左虞候)를 역임하였다.
1650년(효종 1) 갑산부사(甲山府使)를 거쳐 1654년(효종 5) 고령첨사(高嶺僉使)를 역임하고 1656년(효종 7) 12월 11일 소강첨사(所江僉使)를 지냈다.
1659년(효종 10) 우수사(右水使), 경상좌수사(慶尙左水使)를 역임하고 이해 4월 23일 부호군(副護軍)에 제수되었다.
1659년(현종 즉위년) 11월 11일 선천부사(宣川府使)에 제수되고, 우부천총(右部千摠)을 거쳐 이해 11월 13일 다시 부호군(副護軍)에 제수되었다.
1661년(현종 2) 6월 21일 충홍병사(忠洪兵使)에 제수되고, 감조별장(監造別將)을 거쳐 1664년(현종 5) 3월 12일 경상우병사(慶尙右兵使)를 역임하였다.
1665년(현종 6) 6월 11일 훈련원도정(訓鍊院都正)에 제수되고, 내금위별장(內禁衛別將)을 거쳐 금군별장(禁軍別將)을 지내고, 이해 8월 26일 남병사(南兵使)에 제수되었다.
1668년(현종 9) 경기수사(京畿水使)를 역임하고, 1670년(현종 11) 별세하자 종2품으로 가자하고 치부(致賻)하게 하였다.